# Миро Гавран
Миро Гавран (хорв. Miro Gavran; нар. 3 травня 1962, Трнава (Горні Богичевці)) — хорватський прозаїк, драматург, автор книг для дітей.

## Біографія
Гавран — один із найвидатніших хорватських авторів свого покоління. Після навчання в Академії театру, кіно і телебачення в Загребі він працював з 1986 по 1992 рік спочатку драматургом, згодом художнім керівником у відомому Teatar & TD. Протягом десяти років основною діяльністю Миро Гаврана було письменництво і він став найпоширенішим сучасним хорватським драматургом. Дебютував у 1983 році разом з Креонтовою Антігоною. Відтоді він представив понад 30 п'єс, які були виконані на національних та міжнародних сценах. Один з його найбільших успіхів був у 1999 році зі світовою прем'єрою своєї вистави Королі та наречені в театральному центрі Юджина О'Нілла у Вотерфорді, штат Коннектикут, США. Маючи кілька романів і книг для дітей і підлітків, Миро Гавран також зустрів великий резонанс як оповідач, як в критиці, так і в читачів. Його роман Джудіта (2001) був номінований на Міжнародну літературну премію IMPAC у 2003 році. Праці Миро Гаврана перекладені на понад 30 мов світу. Миро був удостоєний Міжнародної літературної премії Центральноєвропейського часу як кращий центрально-європейський письменник року (1999). У 2003 році він отримав нагороду Європейського руху в Загребі за винятковий внесок у просування культурних, європейських цінностей. Зі своєю дружиною, актрисою Младеною Гавран, автор заснував восени 2002 року театр GAVRAN в Загребі, де він і живе.

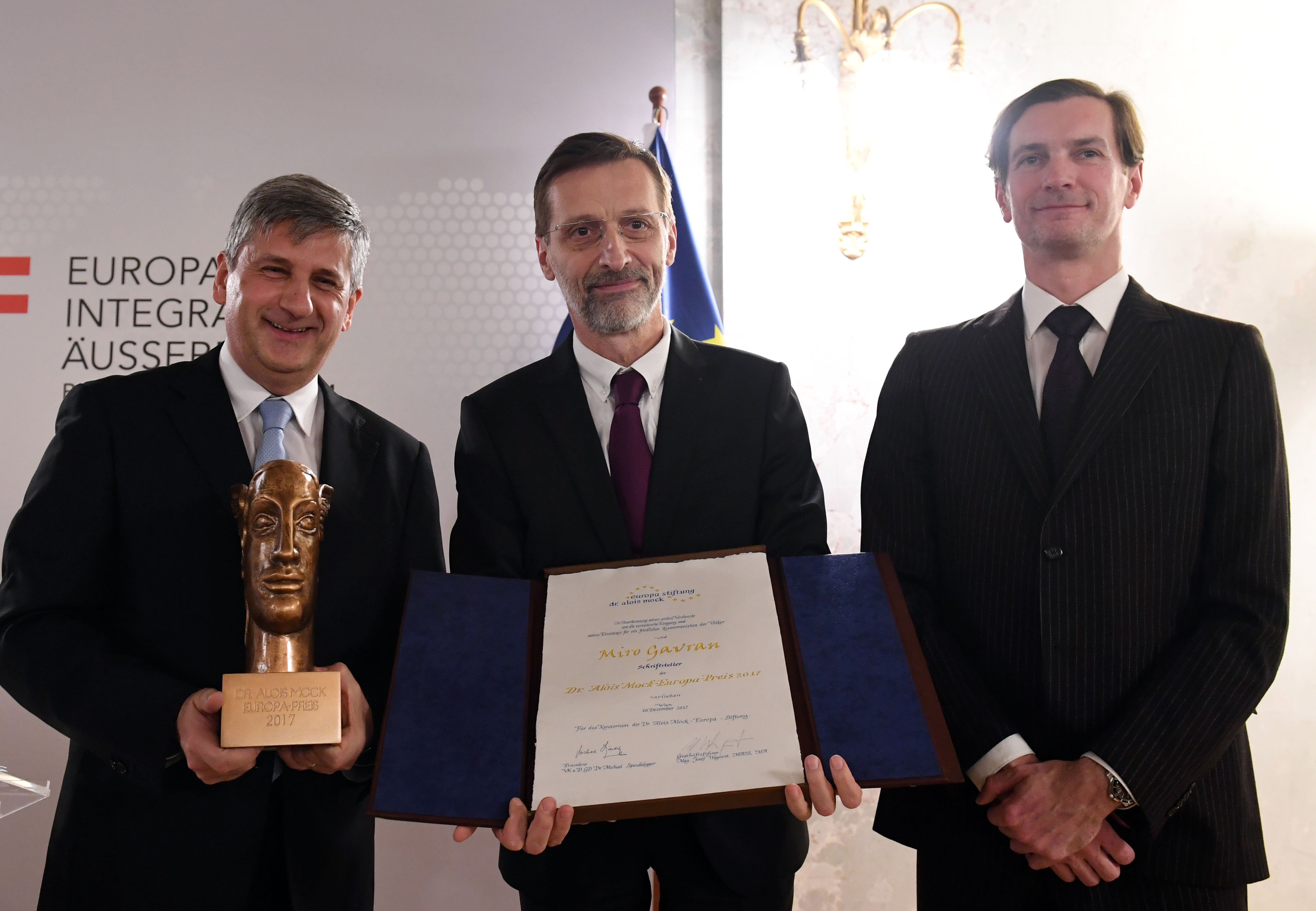
Вручення премії «Алоїз Мок Європа» Миро Гаврану Міхаелем Шпінделеггером (2017)

У 2016 році він отримав орден князя Браніміра з коміром за свою роботу. У 2017 році він був удостоєний премії «Алоїз Мок Європа».

## Твори

### Романи
- Забутий син
- Як ми зламали ноги
- Клара
- Маргіт
- Джудіт
- Іван Хреститель
- Понтій Пілат
- Єдиний свідок краси
- Друг Кафки
- Трохи птахів і одне небо

### Театральні постановки
1983. Антигона Креона
1986. Ніч богів
1988. Джордж Вашингтон любить
1989. Чехов прощається з Толстим
1990. Роялті та шахраї
1991. Чоловік моєї дружини
1993. Пацієнт доктора Фрейда
1994. Шекспір і Елізабет
1995. Смерть актора
1997. Забудьте Голлівуд
2000. Все про жінок
2003. Як вбити президента
2005. Нора в наш час
2006. Все про чоловіків
2007. Паралельні світи
2008. Секрет Грети Гарбо
2009. Найбільш божевільне шоу у світі
2011. Пари
2012. Лялька

## Визнання
Премії Центрально-європейський час (1999), Європейське коло (2003) та інші нагороди. Твори письменника перекладені на 25 мов. Його п'єси йдуть у театрах різних країн — від  Бомбея до Буенос-Айреса, від Роттердама до Вашингтона. З 2003 в словацькому місті Трнава організований фестиваль п'єс Миро Гаврана — Гавранфест.